# Marcin Oleś

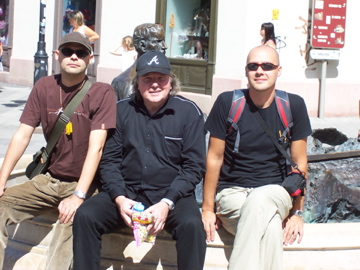
Trio Oles Jörgensmann Oles in Győr (Ungarn), 5. September 2006

Marcin Oleś (* 1973 in Sosnowiec) ist ein polnischer Bassist und Komponist. Marcin Oleś gehört mit seinem Zwillingsbruder Bartłomiej Oleś zu den interessantesten Musikern der jüngeren polnischen Jazz-Generation.

## Biographie
In seiner bisherigen intensiven Musikerlaufbahn spielte er schon von Beginn an mit wichtigen Vertretern der internationalen Free Jazz Szene, wie z. B.: David Murray, Theo Jörgensmann, Ken Vandermark, Erik Friedlander, William Parker, Jean-Luc Cappozzo, Hamid Drake oder Herb Robertson.
Seit 2003 spielt Marcin Oleś in der Gruppe Oleś Jörgensmann Oleś mit seinem Bruder Bartłomiej und dem deutschen Klarinettisten Theo Jörgensmann. Das Trio hat zwei CDs in Polen veröffentlicht. Die CD Directions wurde vom polnischen Internet-Jazzmagazine Diapazon zum „The Best Album Of the Year 2005“ gewählt. Mittlerweile hat die Band Konzerte in Deutschland, Polen, Frankreich, Österreich, Ungarn, Slowenien und der Ukraine gegeben.

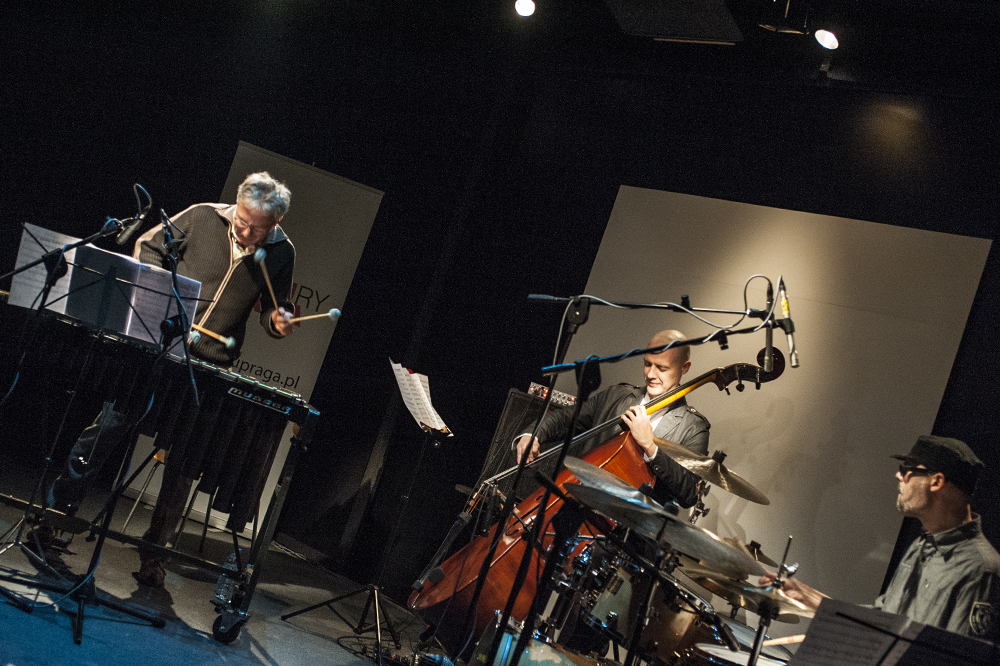
Marcin Oleś – Kontrabass, im Konzert mit Christopher Dell – Vibraphon und Bruder Bartłomiej Oleś – Schlagzeug. Warschau – Oktober 2012.

## Diskographie (Auswahl)
- Custom Trio & Andrzej Przybielski: Free Bop (2000)
- Oleś Pierończyk Oleś: Gray Days (2001)
- Custom Trio: Black Point (2002)
- Marcin Oleś: Ornette on bass solo (2003)
- Oleś Murray Oleś: Circles – live in Cracow (2003)
- Oleś Trzaska Oleś + Jean-Luc Cappozzo Suite for Trio + (2005)
- Ken Vandermark feat. Oleś Brothers: Ideas (2005)
- Marcin Oleś: Walk song mit Chris Speed und Simon Nabatov (2005)
- Oleś Jörgensmann Oleś: Directions (2005)
- Oleś Oleś: Shadows mit Kenny Werner (2006)
- Marcin & Bartłomiej Brat Oleś Duo: Fenomedia (2011)
- Marcin & Bartłomiej Oleś Duo: Spirit of Nadir (2017)
- Oleś Brothers & Dominik Strycharski: Koptycus (Audio Cave 2022)

## Auszeichnungen
- Förderpreis für junge Künstler vom Schlesischen Ministerium für Kultur.